# Chiesa di Santa Maria (Nettleton, Wiltshire)
La chiesa di Santa Maria, o in modo più completo chiesa della Santa Vergine Maria (in inglese St Mary the Virgin's church), è la parrocchiale anglicana che si trova a Burton, frazione di Nettleton nel Sud Ovest dell'Inghilterra. Il luogo di culto risale al XIII secolo, rientra nella diocesi di Bristol ed è considerato un monumento di prima categoria per il suo particolare interesse storico e architettonico.

## Storia

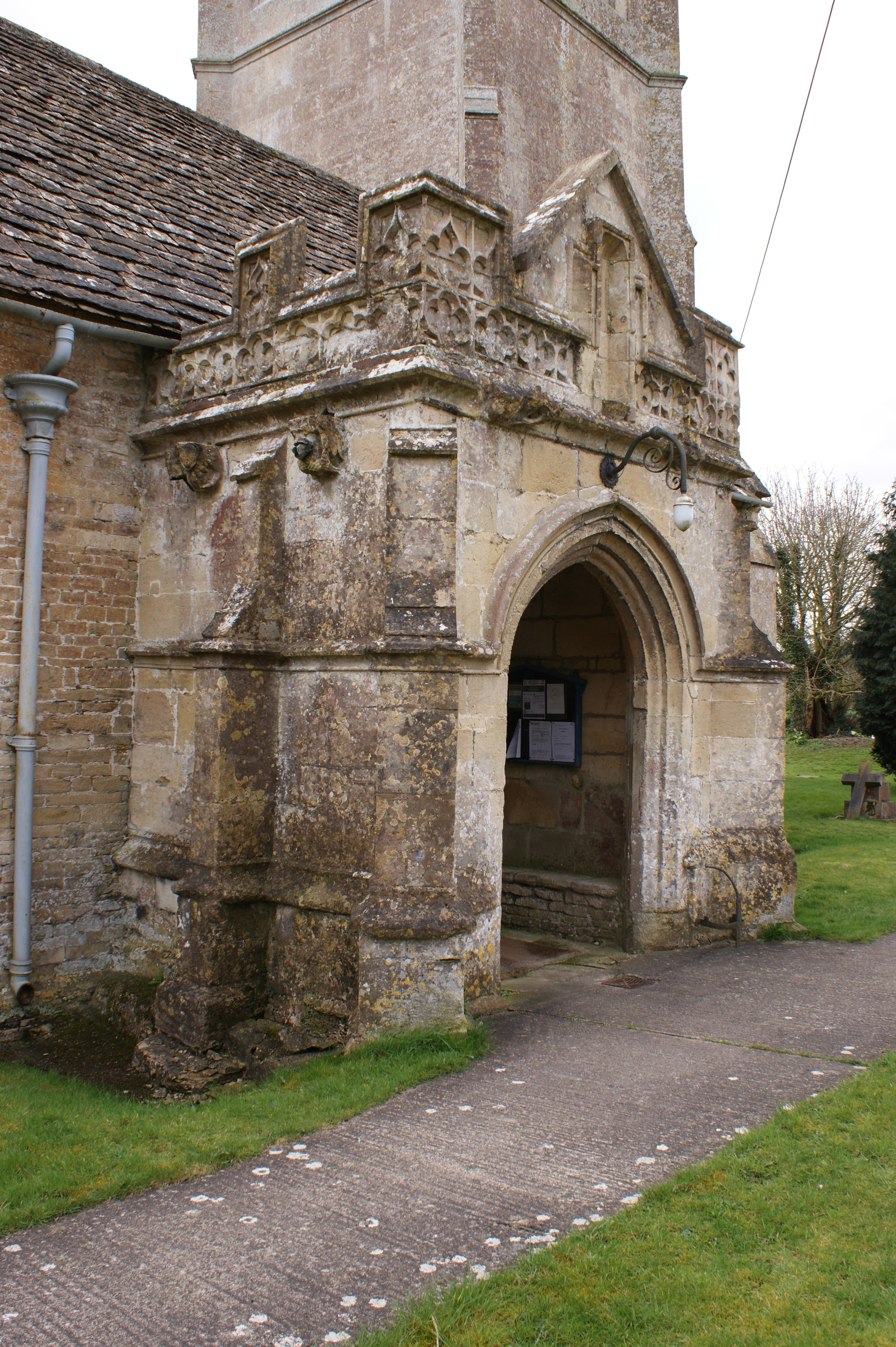
Portico di accesso a nord, risalente al XV secolo

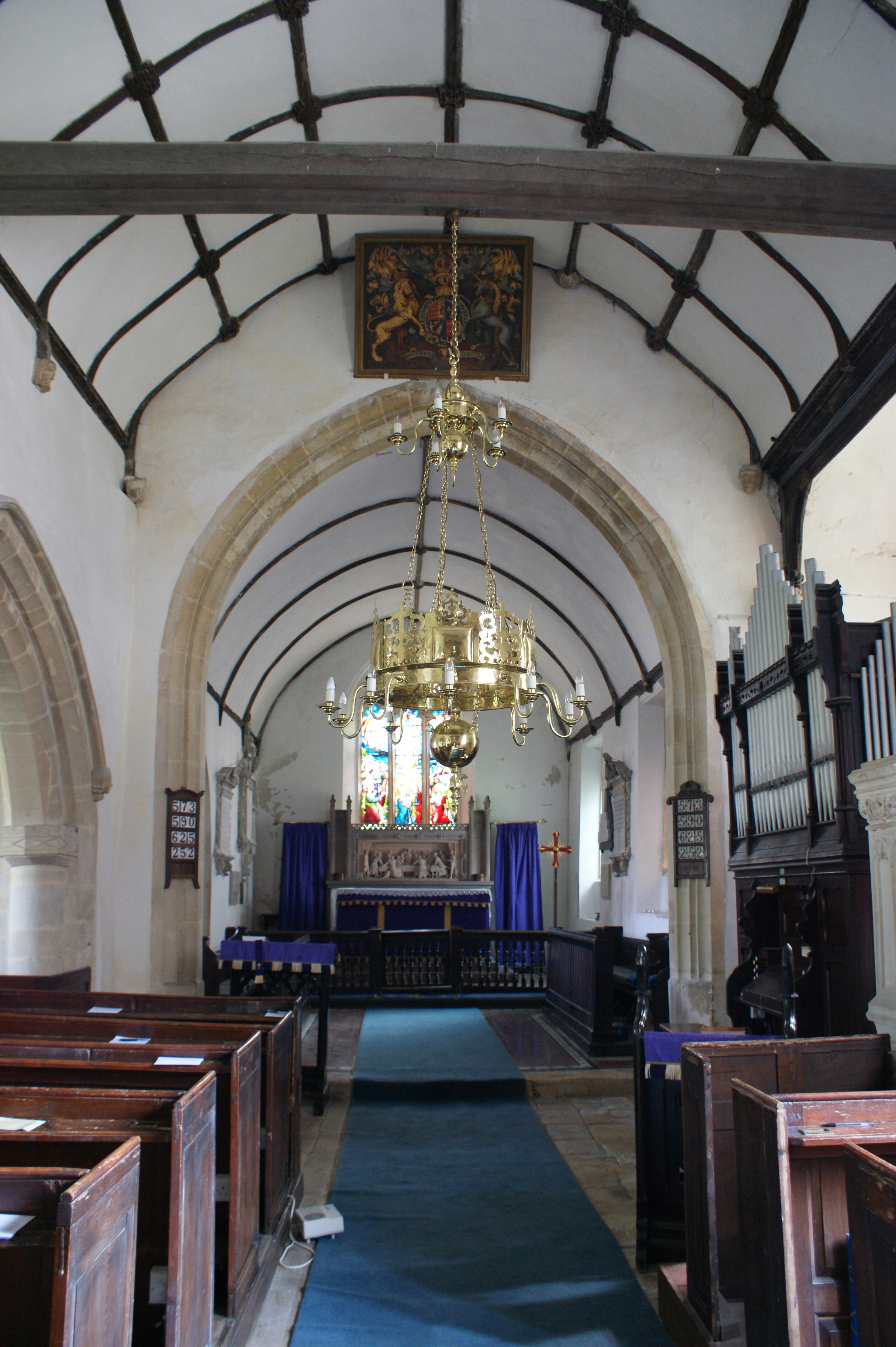
Altare maggiore nella sala

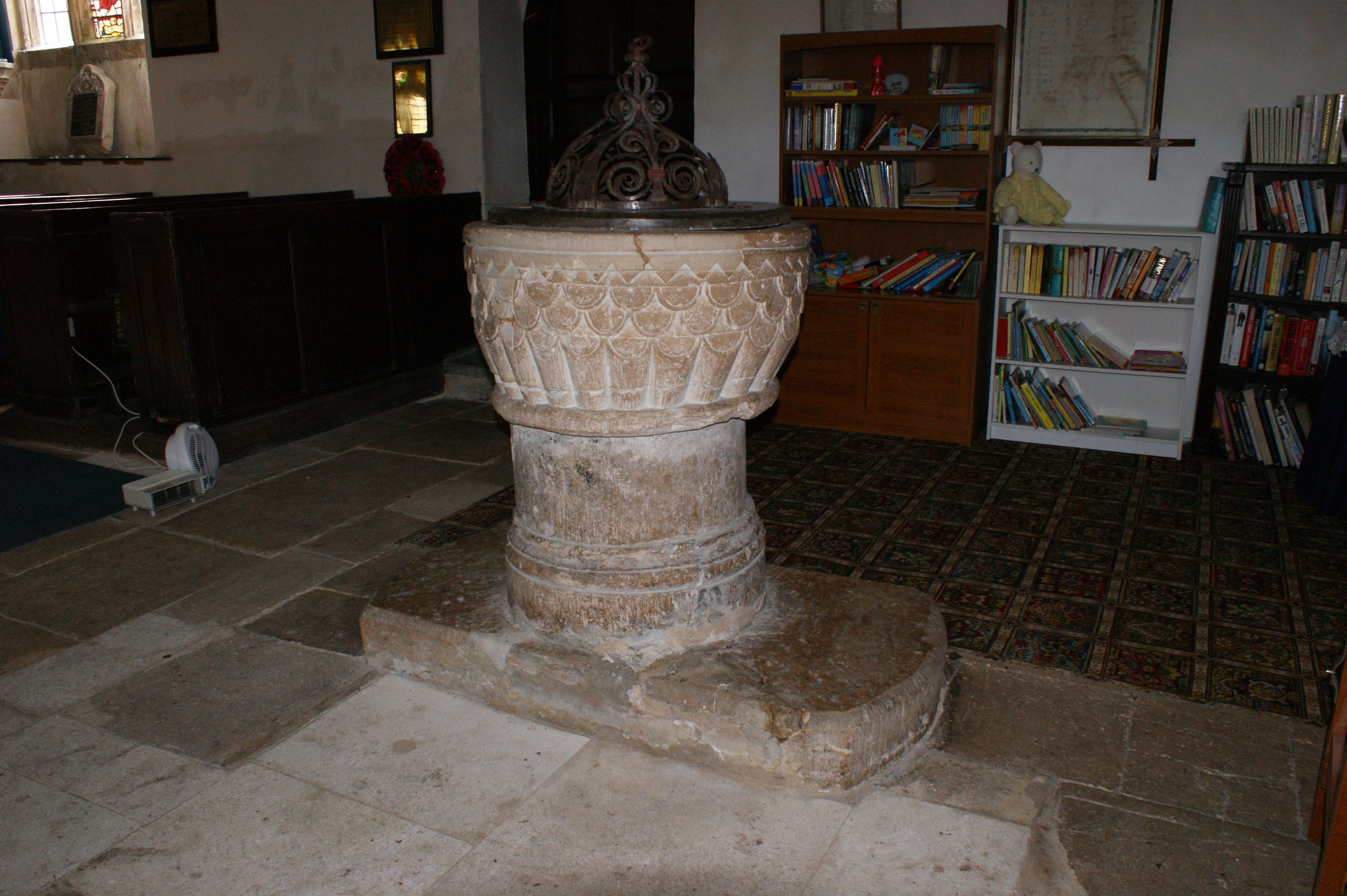
Fonte battesimale

Il luogo di culto venne edificato a partire dal XIII secolo in posizione elevata nel villaggio di Burton. Il registro degli incaricati risale al 1305, quando l'abate di Glastonbury presentò Johannes de Montacute ai fedeli. Parti della struttura vennero ricostruite nel XIV secolo, mentre la torre campanaria fu edificata solo nel XV secolo. Nella sala le panche nell'estremità occidentale sono state rimosse nel 2009. Le sei 6 campane sono antiche, sono state restaurate e ricollocate nel 1982. Il tenore risale al 1400 circa.

## Descrizione
L'English Heritage ha inserito dal 20 dicembre 1960 la chiesa di Santa Maria a Burton tra gli edifici storici come monumento classificato di prima categoria col numero 1022949.

### Esterni
Il luogo di culto si trova in posizione elevata nell'abitato di Burton, il villaggio principale della parrocchia civile di Nettleton nel Sud Ovest dell'Inghilterra. La chiesa è stata edificata in pietra squadrata e pietrisco con tetti in tegole di pietra e frontoni a corona. Le pareti esterne della navata centrale e della navata laterale risalgono al XIV secolo. La torre del XV secolo è posta a occidente. Il portale occidentale è sagomato a punta con porta a tavole incastonata in un portico in pietra poco profondo con testa ad arco centinato. La finestra occidentale è del XV secolo.

### Interni
La sala è composta da due navate, la centrale e la laterale. La parte di maggior interesse storico e artistico è il fonte battesimale normanno di forma circolare. La navata centrale è a nord con panche a cassetta georgiane, copia di quelle normanne del XIV secolo. Le panche nell'estremità occidentale sono state rimosse. La panca in pietra all'interno del muro nord risale probabilmente al XIII secolo. Il pulpito in pietra scolpita è del XV secolo. Gli archi della navata centrale poggiano su colonne rotonde con capitelli scolpiti, tutti diversi.